# Сімпсони (сезон 17)
Сімнадцятий сезон мультсеріалу «Сімпсони» транслювався у США на телеканалі «Fox» з 11 вересня 2005 по 21 травня 2006 року.
В Україні сезон вперше транслювався на телеканалі «M1» 2007 року.

## Список серій
| № серії (загалом) | № серії (в сезоні) | Назва серії                                                             | Режисер(и)       | Сценарист(и)                   | Оригінальна дата показу | Код серії | Глядачів в США (млн) |
| --- | ------------------ | ----------------------------------------------------------------------- | ---------------- | ------------------------------ | ----------------------- | --------- | -------------------- |
| 357 | 1                  | «Bonfire of the Manatees» «Багаття ламантинів»                          | Девід Сільверман | Білл Оденкерк                  | 11 вересня 2005         | GABF18    | 11.10                |
| Мардж залишає будинок після того, як дізналася, що Гомер дозволив знімати тут брудні фільми. Вона зустрічається з чоловіком, який присвятив себе порятунку ламантинів. Запрошені зірки: Джо Мантенья в ролі Жирного Тоні, Алек Болдвін в ролі Кейлеба Торна |                    |                                                                         |                  |                                |                         |           |                      |
| 358 | 2                  | «The Girl Who Slept Too Little» «Дівчинка, що спала надто мало»         | Марк Кіркланд    | Метт Селман                    | 18 вересня 2005         | GABF16    | 9.79                 |
| Після успішного протесту проти будівництва поруч з будинком Сімпсонів музею Марки, замість нього музею побудували кладовище. Через це Ліса не може спати і розуміє, що вона повинна перемогти цей страх… |                    |                                                                         |                  |                                |                         |           |                      |
| 359 | 3                  | «Milhouse of Sand and Fog» «Мілгауз з піску та туману»                  | Стівен Дін Мур   | Патрік Веррон                  | 25 вересня 2005         | GABF19    | 10.19                |
| Подружжя Ван Гутенів возз’єднується після багатьох років розлучення, але Мілгаус і Барт намагаються знову розлучити їх після того, як батьки Мілгауса перестали приділяти йому достатньої уваги. |                    |                                                                         |                  |                                |                         |           |                      |
| 360 | 4                  | «Treehouse of Horror XVI» «Сімпсони і Гелоуїн XVI»                      | Девід Сільверман | Марк Уілмор                    | 6 листопада 2005        | GABF17    | 11.63                |
| «B.I. Bartificial Intelligence» (укр. «Штучний Барт») — Барт падає в кому після того, як намагався стрибнути у басейн. З недієздатним Бартом Сімпсони купують сина-робота, який виявляється кращим сином, ніж Барт коли-небудь був. Коли Барт виходить з коми Гомер його проганяє. «Survival of the Fattest» (укр. «Виживає найжирніший») — Гомер стає здобиччю у страшній забаві містера Бернса — полювання на людей. «I've Grown a Costume on Your Face» (укр. «Костюми, які не знімаються») — Після програшу у конкурсі костюмів на Хелловін, відьма перетворює мешканців Спрінґфілда у їхні ж костюми. Ліса (одягнена, як Альберт Ейнштейн) виявляє, що Меґґі (одягнена, як відьма) — ключ до відвороту чар. Запрошені зірки: Денніс Родман та Террі Бредшоу в ролі самих себе |                    |                                                                         |                  |                                |                         |           |                      |
| 361 | 5                  | «Marge’s Son Poisoning» «Отруєння сина Мардж»                           | Майк Андерсон    | Деніел Чун                     | 13 листопада 2005       | GABF20    | 11.40                |
| Мардж купує тандем. Бачачи, що мамі не вдається їздити самостійно, Барт пропонує їй їхати разом. Незабаром він все більше проводить час зі своєю матір’ю, поки шкільні хулігани не звинувачують його в тому, що він – «мамин синочок». Тим часом Мо виштовхує Гомер у світ професійного армреслінгу. |                    |                                                                         |                  |                                |                         |           |                      |
| 362 | 6                  | «See Homer Run» «Бачимо Гомера, що біжить»                              | Ненсі Круз       | Стефані Гілліс                 | 20 листопада 2005       | GABF21    | 10.30                |
| Гомер стає «саламандром безпеки» у Спрінґфілдській початковій школі, щоб зупинити ненависть Ліси до чоловіків. Після того, як він рятує багатьох водіїв від багаторазової автокатастрофи, Гомер балотується на посаду мера… |                    |                                                                         |                  |                                |                         |           |                      |
| 363 | 7                  | «The Last of the Red Hat Mamas» «Остання з мам з червоними капелюхами»  | Метью Настюк     | Джоел Коен                     | 27 листопада 2005       | GABF22    | 11.46                |
| Гомер руйнує шанси Мардж завести подруг, і, коли вона втрачає надію, жінка на ім’я Теммі пропонує їй приєднатися до групи «Веселі червоні томати» (англ. «The Cheery Red Tomatoes»). Тим часом Ліса шукає репетитора з італійської, і знаходить – Мілгауса. Запрошені зірки: Лілі Томлін в ролі Теммі |                    |                                                                         |                  |                                |                         |           |                      |
| 364 | 8                  | «The Italian Bob» «Ітілійський Боб»                                     | Марк Кіркланд    | Джон Фрінк                     | 11 грудня 2005          | HABF02    | 10.39                |
| Сімпсони їдуть до Італії, щоб доставити для містера Бернса нове дороге спортивне авто, але стикаються там з Другим Номером Бобом, який виявляється мером маленького італійського містечка… Запрошені зірки: Келсі Греммер в ролі Другого Номера Боба, Марія Грація Кучінотта в ролі Франчески |                    |                                                                         |                  |                                |                         |           |                      |
| 365 | 9                  | «Simpsons Christmas Stories» «Різдвяні історії Сімпсонів»               | Стівен Дін Мур   | Дон Пейн                       | 18 грудня 2005          | HABF01    | 9.80                 |
| Сімпсони – дійові особи одразу трьох різдвяних історій: - Перша історія про появу на світ Ісуса (Барта). - Друга розповідь про події часів Другої світової війни за участю діда Сімпсона, містера Бернса і Санта-Клауса. - У третій — історії з життя спрінґфілдців, що супроводжуються піснею з «Лускунчика». |                    |                                                                         |                  |                                |                         |           |                      |
| 366 | 10                 | «Homer’s Paternity Coot» «Справжній батько Гомера»                      | Майк Андерсон    | Джоел Коен                     | 8 січня 2006            | HABF03    | 10.10                |
| У будинок Сімпсонів приносять запізнілий лист, написаний багато років назад. Через нього дід Сімпсон потрапляє в богадільню, а Гомер стає одержимим пошуками свого генетичного батька. Запрошені зірки: Майкл Йорк в ролі Мейсона Фербенска, Вільям Мейсі та Джо Фрейзер в ролі самих себе |                    |                                                                         |                  |                                |                         |           |                      |
| 367 | 11                 | «We’re on the Road to D’ohwhere» «Наша дорога чортзна-куди»             | Ненсі Круз       | Кевін Карен                    | 29 січня 2006           | HABF04    | 9.04                 |
| Гомер змушений супроводжувати сина до виправного табору замість того, щоб їхати з друзями в Лас-Вегас. Мардж користується моментом і розпродає «старі речі хлопчиків». |                    |                                                                         |                  |                                |                         |           |                      |
| 368 | 12                 | «My Fair Laddy» «Мій прекрасний Віллі»                                  | Боб Андерсон     | Майкл Прайс                    | 26 лютого 2006          | HABF05    | 9.51                 |
| Новий вчитель фізкультури під час гри у «вибивного» нещадно б’є дітей. Барт намагається помститися йому, але лише приносить нещастя завгоспу Віллі. Тоді Ліса, рятуючи добре ім’я сім’ї, затіває грандіозний проект нового «Пігмаліона»… |                    |                                                                         |                  |                                |                         |           |                      |
| 369 | 13                 | «The Seemingly Never-Ending Story» «Напевно, нескінченна історія»       | Реймонд Персі    | Ієн Макстон-Ґрем               | 12 березня 2006         | HABF06    | 9.72                 |
| Під час огляду печер тата Карла Сімпсони провалюються на найнижчий рівень, причому Гомер застрягає і залишається висіти вниз головою. Щоб підтримати його дух, Ліса розповідає цілу низку історій, де фігурують заховані в печері скарби… Запрошені зірки: Марсія Уоллес в ролі Едни Крабапель |                    |                                                                         |                  |                                |                         |           |                      |
| 370 | 14                 | «Bart Has Two Mommies» «У Барта дві мами»                               | Майкл Меркантел  | Дана Гулд                      | 19 березня 2006         | HABF07    | 8.75                 |
| Нед Фландерс, вигравши великий новий комп’ютер, віддає його Мардж. На знак подяки вона погоджується доглянути за Родом і Тоддом, що стає випробуванням для її репутації зразкової матері. Тим часом Барта з-під носа Гомера викрадає… мавпа! Запрошені зірки: Дейв Томас в ролі Боба Гоупа, Антоніо Фаргас в ролі Ведмежати з серіалу «Старскі і Гутч» (англ. «Starsky & Hutch»), Сьюзен Серендон і Ренді Джонсон в ролі самих себе |                    |                                                                         |                  |                                |                         |           |                      |
| 371 | 15                 | «Homer Simpson, This Is Your Wife» «Гомере Сімпсон, це — твоя дружина»  | Метью Настюк     | Рікі Джервейс                  | 26 березня 2006         | HABF08    | 10.09                |
| Гомер вражений телевізором з плазмовим екраном, який побачив в гостях у Ленні. Одержимий ідеєю придбати новинку, він разом з Мардж пускається в авантюру і бере участь у телешоу, де треба міняти жінку… Запрошені зірки: Рікі Джервейс в ролі Чарльза Гітбара |                    |                                                                         |                  |                                |                         |           |                      |
| 372 | 16                 | «Million Dollar Abie» «Ейб на мільйон доларів»                          | Стівен Дін Мур   | Тім Лонг                       | 2 квітня 2006           | HABF09    | 7.83                 |
| Після того, як Ейб Сімпсон зруйнував шанси Спрінґфілда на франшизу НФЛ і став ворогом мешканців, він вирушає до центру, що допомагає самогубству. Після невдалої спроби він стає тореадором… Запрошені зірки: Роб Райнер в ролі самого себе |                    |                                                                         |                  |                                |                         |           |                      |
| 373 | 17                 | «Kiss Kiss, Bang Bangalore» «Індійський поцілунок»                      | Марк Кіркланд    | Ден Касталланета і Деб Лакуста | 9 квітня 2006           | HABF10    | 8.20                 |
| Спрінґфілдська атомна електростанція переноситься в Індію, і Гомер вибирається для роботи на індійському заводі, але згодом він починає вважати, що він – Бог… Тим часом Патті і Сельма викрадають зірку «Макгайвера» Річарда Діна Андерсона. Запрошені зірки: Мехер Татна в ролі індійської пасажирки, Річард Дін Андерсон в ролі самого себе |                    |                                                                         |                  |                                |                         |           |                      |
| 374 | 18                 | «The Wettest Stories Ever Told» «Наймокріші історії з усіх розказаних»  | Майк Андерсон    | Джефф Вестбрук                 | 23 квітня 2006          | HABF11    | 7.04                 |
| Чекаючи на свою їжу в морському ресторані, сім’я Сімпсонів коротає час за вигадуванням історій. - В одній історії пілігрими (Мардж і діти) і шахрай (Гомер) пливуть заселяти Америку. - Друга — про заколот на «Баунті» за участю Барта і директора Скіннера. - Третя розповідь про перше плавання в 1970-х роках круїзного пароплава, який не повинен був перевернутися… |                    |                                                                         |                  |                                |                         |           |                      |
| 375 | 19                 | «Girls Just Want to Have Sums» «Дівчатка просто хочуть математики»      | Ненсі Круз       | Метт Селман                    | 30 квітня 2006          | HABF12    | 8.70                 |
| Після того, як жінки Спрінґфілда критикують директора Скіннера, оскільки він вважає, що дівчата погані в математиці, школа ділиться на хлопчиків та дівчат. Однак, клас математики для дівчат не навчає реальної математики, тому Ліса одягається як хлопчик та проникає у хлопчачу половину школи… |                    |                                                                         |                  |                                |                         |           |                      |
| 376 | 20                 | «Regarding Margie» «Стосовно Мардж»                                     | Майкл Полчіно    | Марк Уілмор                    | 7 травня 2006           | HABF13    | 8.50                 |
| Після травми голови Мардж страждає амнезією. Повільно, але, безумовно, спогади починають повертатися… крім спогадів про Гомера. |                    |                                                                         |                  |                                |                         |           |                      |
| 377 | 21                 | «The Monkey Suit» «Мавпячий процес»                                     | Реймонд Персі    | Дж. Стюарт Бернс               | 14 травня 2006          | HABF14    | 8.30                 |
| Отець Лавджой призначений для розповсюдження креаціонізму у Спрінґфілді після того, як Фландерс скаржиться на нову музейну експозицію про еволюцію. Креаціонізм стає провідним: тільки він вивчається у школах. Через це Ліса організовує таємні заняття з вчень Чарльза Дарвіна та його теорій еволюції… Запрошені зірки: Ларі Гегмен в ролі Воллеса Брейді, Мелані Гріффіт в ролі самої себе |                    |                                                                         |                  |                                |                         |           |                      |
| 378 | 22                 | «Marge and Homer Turn a Couple Play» «Мардж і Гомер рятують чужий шлюб» | Боб Андерсон     | Джоел Коен                     | 21 травня 2006          | HABF16    | 8.23                 |
| Зірка Спрінґфілдської команди з бейсболу звертається по допомогу Гомера і Мардж через те, що його дружина-співачка недозволено сексуально поводиться під час виступів на публіці… Запрошені зірки: Менді Мур в ролі Табіти, Стейсі Кіч в ролі Говарда Кнура |                    |                                                                         |                  |                                |                         |           |                      |